# Нуева Еспарта
Нуѐва Еспа̀рта (на испански: Nueva Esparta) е един от 23-те щата на южноамериканската държава Венецуела. Намира се в североизточната част на страната. Общата му площ е 1150 км², а населението е 584 873 жители (по изчисления за юни 2017 г.). Основан е през 1909 г.